# Forsmark
Forsmark ist ein Ort (småort) an der Küste Upplands in Schweden.
Der in der Gemeinde Östhammar gelegene Ort hat etwa 60 Einwohner. Bekannt ist er durch das dort gelegene Kernkraftwerk Forsmark, eines von drei noch in Betrieb befindlichen Kernkraftwerken in Schweden, welches zunächst durch die Aufdeckung des bis dahin verschwiegenen GAUs in Tschernobyl, später durch einen Störfall am 25. Juli 2006 bekannt wurde. Außerdem liegt bei Forsmark auch das atomare Endlager SFR Forsmark. Westlich des Kernkraftwerks befindet sich der Stromrichter der HGÜ Fenno-Skan.